# Watermelon Man
Watermelon Man is een jazzstandard van Herbie Hancock. Een eerste hardbopversie verscheen in 1962 op Hancocks debuutalbum Takin' Off en bereikte dat jaar de Top 100. Het volgende jaar bracht de Cubaanse percussionist Mongo Santamaría een Latin popversie uit dat nummer 10 op de hitlijst haalde. In 1973 bracht Hancock het album Head Hunters uit met daarop een compleet herbewerkte funky versie van het nummer. De drie versies werden later veelvuldig door andere artiesten gecoverd of gebruikt in samples.

## Herbie Hancock:Takin' Off
Naar eigen zeggen schreef Herbie Hancock Watermelon Man in de hoop om met dit nummer zijn debuutalbum Takin' Off beter te kunnen verkopen. De titel verwijst naar een verkoper uit zijn jeugd die met zijn handkar vol watermeloenen door Hancocks buurt reed en luidkeels zijn koopwaar aanprees. Het geluid van de wielen over de straatkeien wordt in het nummer vertolkt door een bluesy pianorif waarin Hancock r&b, souljazz en bebop combineert. De ritmesectie wordt aangevuld door de bassist Butch Warren en de drummer Billy Higgins. Het roepen van de watermeloenenverkoper wordt door de improvisaties van trompettist Freddie Hubbard en saxofonist Dexter Gordon uitgebeeld.

## Mongo Santamaría:Watermelon Man
Op een avond verving Herbie Hancock de pianist Chick Corea tijdens een optreden van Mongo Santamaría's band, dat in een nachtclub in The Bronx optrad. Op aanraden van trompettist Donald Byrd begon Hancock Watermelon Man te spelen. Santamaría begon hem te begeleiden op zijn conga's en toen de band meespeelde reageerde het publiek dermate enthousiast dat Santamaría aan Hancock vroeg of hij het nummer mocht coveren.
Santamaría nam een Latin popversie op met Francisco "Kako" Baster op timbales en Ray Lucas op de drums. Het nummer werd in 1962 als single onder het label van Battle Records uitgebracht en verscheen ook op Santamaría's album Watermelon Man. De versie van Santamaría haalde nummer 10 in de hitlijsten en kreeg een plek in de Grammy Hall of Fame in 1998. Sommigen beschouwen het nummer als het begin van de Latin boogaloo, een fusie van Afro-Cubaanse ritmes met rhythm-and-blues.

## Herbie Hancock:Head Hunters
De versie van het nummer dat op het album Head Hunters verscheen wijkt sterk af van de oorspronkelijke compositie. Hancock combineerde synthesizers met funkinvloeden in de traditie van Sly Stone en James Brown. Het nummer opent en sluit af met percussionist Bill Summers die met zijn lippen over de opening van een bierflesje een hoketus blaast. Summers en Hancock keken deze techniek af van de Ba-Benzélé, een pygmeeënstam in Centraal-Afrika die deze manier van fluitspelen hindewhu noemen.

## Overigen
- Salsamuzikant Willie Colón schreef als reactie het nummer I Wish I Had a Watermelon voor zijn album Guisando uit 1969.
- Butterfield 8, een zijproject van Madness-bassist Mark Bedford, bracht het in 1988 uit ter promotie van het album Blow.
- Manfred Mann bracht in 1965 een vocale versie uit op een ep met The one in the middle als hoofdnummer.